# إرنست إيفانز
إرنست إيفانز (21 أغسطس 1861 في المملكة المتحدة - 4 نوفمبر 1948 في المملكة المتحدة) (بالإنجليزية: Ernest Evans)‏ هو لاعب كريكت بريطاني وبريطاني (وحمل سابقاً جنسية المملكة المتحدة لبريطانيا العظمى وأيرلندا). لعب مع نادي مقاطعة سومرست للكريكت ‏.

## وصلات خارجية
- على موقع بيانات الكريكيت (يتطلب التسجيل)